# Jakarta Undercover
Jakarta Undercover is een Indonesische film uit 2006. De film is gebaseerd op het gelijknamige boek uit 2003 van Moamar Emka.

## Verhaal
De film vertelt verhaal over Vikitra (Luna Maya) en Amanda (Fachri Albar) twee vrouwelijke sexy strippers die werken in de nachtclub in Jakarta. Vikitra en Amanda zijn niet gelukkig met hun leven als striptease danseres. Vikitra is samen haar zus Ara (Kenshiro Arashi) naar Jakarta gevlucht vanuit Medan, nadat ze haar vader (Ray Sahetapy), die altijd zijn vrouw (Tutie Kirana) sloeg, had vermoord.